# Art'Pi!
Pour les articles ayant des titres homophones, voir Arpi et Harpie.
Art'Pi ! est un magazine gratuit sur l'art sourd, disponible en ligne et sur papier. Édité par l'association Art'Sign, il est paru en France de 2011 à 2017 avec au total 10 numéros et 1 hors-série. 
Le 1er janvier 2018, le magazine Art'Pi ! est transféré à l'association Média'Pi !

## Édition
Art'Pi! est un magazine sur l'art sourd : le multimédia, l’audiovisuel, le spectacle vivant, l’art et l’édition avec des actualités, interviews, tendances, initiatives artistiques, rencontres culturelles, agenda, annonces, etc.

## Historique
« Intermittent’Sign » nommé au départ « Intermittent'Sourd » était une lettre d'information hebdomadaire d’information sur l’actualité culturelle accessible ou consacrée aux Sourds. Elle était diffusée gratuitement par mail à ses abonnés et regroupait les dates de sorties accessibles en Langue des signes.
L’idée de sa création est survenue à deux comédiennes, Noémie Churlet et Delphine Saint-Raymond après avoir participé à un forum intitulé « Art, Culture et surdité» en 2003. Cette rencontre organisée sous le haut patronage des ministères de la Culture et de la Communication, de la Santé, de la Famille et des Personnes Handicapées, avait fait apparaître de manière évidente certaines réalités : la grande dispersion des artistes sourds et surtout le manque d’informations et de connexions avec les professionnels du secteur. Le projet devenant difficile à développer, Noémie entreprit progressivement d'en faire une plateforme de diffusion et continua seule sa mise en place. L'aspect graphique de la lettre d'information évolua petit à petit grâce à la succession de plusieurs graphistes chargés de la mise en page, Olivier Thorin, Lionel Vivet, Makisushi, Mathieu Dutreige puis Sylvain Churlet. 
En 2006, Noémie Churlet, Céline Rames (metteur en scène), Catherine Zlatcovick, Hatem Diaf, Isabelle David fondent l'association Art'Sign visant à promouvoir les créations artistiques en langue des signes. Intermittent’Sign fait alors partie des actions de l’association. Sophie Laumondais (réalisatrice, productrice et technicienne) intègre l'association quelques mois après et permet la création en 2008 du service de prestation audiovisuel "Des Signes à Votre service" (DSAVS) (vidéos de traduction LSF, sous-titrage...). Avec l'aide de Sophie à la mise en page et sur la communication, la lettre d'information prend de l'ampleur. Diffusée de façon régulière tous les lundis, elle voit son rayon de diffusion s'élargir autant que le nombre de ses pages. L'équipe, encouragée par les retours positifs et un besoin grandissant de proposer un support plus complet, envisage alors d'évoluer vers un magazine. 
À l’occasion de la sortie du centième numéro d'intermittent'Sign, le 17 octobre 2007, un site temporaire est créé par Sylvain Churlet. Les lettres d'information étaient alors consultables en ligne pour les membres.
Naissance du premier magazine d'art sourd français
En 2011, après huit années d'existence et 211 numéros, le journal Intermittent'Sign disparaît pour laisser la place au magazine Art'Pi ! co dirigé par Noémie Churlet et Sophie Laumondais.  
Elles seront épaulées par Pauline Stroesser (journaliste), Jessica Boroy (graphiste/maquettiste) et Jeanne Bally (secrétaire de rédaction). Sabine Sahla  (maquettiste version anglaise) et Perrine Rosenzweig (chargée de communication) viendront ensuite compléter l'équipe. 
C'est ainsi la naissance du premier magazine d'art sourd français. Issu de la communauté signante (utilisant la langue de signes) il est constitué d'une équipe mixte, sourds et entendants. Le nom " Art'Pi !" vient de la réunion de l’Art et du " typique Sourd " que l’on traduit en signe par "Pi ". 
De 2011 à 2015 seront édités 9 numéros et un hors série dont 5 numéros seront accessibles en version papier en français (les numéros 1, Hors série, 7, 8, 9) et les autres ne seront accessibles que sur internet en PDF. Des versions anglaises seront accessibles sur les numéros 1, Hors série, 6, 7, 8, 9. Certains numéros seront traduits intégralement en langue des signes grâce à des flashcodes insérés dans les pages et redirigeant vers des vidéos.
Diffusé à plus de 10 000 exemplaires dans toute la France et à l'étranger, le magazine se fait connaître et attire un public de plus en plus diversifié, sourds et entendants.
Durant l'été 2014, pour apporter une dimension encore plus visuelle et authentique, l'équipe d'Art’Pi ! propose des reportages et émissions culturelles en vidéo. Les journalistes Pauline Stroesser et Laurène Loctin présenteront plusieurs évènements culturels en collaboration avec les techniciens de l'association toulousaine magena 360.
En 2015, la comédienne Isabelle Carré devient marraine du magazine Art'pi ! Cette même année, après 4 ans de travail, l'équipe décide de mettre le magazine en pause. En 2017, un dernier numéro (le numéro 10) sortira au sein de l'association Art'Sign avec une équipe modifiée et portée cette fois-ci uniquement par Noémie Churlet.
En 2016 Noémie Churlet lance l'association « Media'Pi ! » ayant pour objectif de créer un nouveau média sourd. Début 2018, l'association Art'Sign transfert le magazine Art'Pi ! à cette nouvelle association dans l'objectif de permettre à celui-ci de se développer plus aisément.

## Portraits et numéros édités par l'association Art'Sign
- no 1 - Juillet 2011 : Ace Mahbaz, comédien ;
- no 2 - Octobre 2011 : Thomas Potier, styliste ;
- no 3 - Novembre 2011 : Margot Carrer, graphiste-illustratrice ;
- no 4- Février 2012 : Céline Hayat, artiste peintre verrier et créatrice de bijoux FIMO ;
- no 5 - Mai 2012 : Nicolas Cheucle, artiste de cirque ;
- no 6 - Été 2012 : Franck Picard, dessinateur ;
- Hors-Série 2012: Tricentenaire de la naissance de l'abbé de l'Épée ;
- no 7 - Été 2013 : Maria Pia Filippetto, artiste peintre ;
- no 8- Automne 2014 : Maxim Fomitchev, mime et acteur physique ;
- no 9 - Été-Automne 2015: Louis Neethling, réalisateur et producteur ;
- no 10 - 2017 : Numéro hommage à Guy Bouchauveau, humoriste, militant et peintre.